# Epischura massachusettsensis
Epischura massachusettsensis é uma espécie de crustáceo da família Temoridae.
É endémica do estado de Massachusetts, nos Estados Unidos da América.

## História taxonômica
E. massachusettsensis foi descrita pela primeira vez por Arthur Sperry Pearse, em 1906, numa obra sobre os copépodes de água doce do estado de Massachusetts publicada no periódico The American Naturalist. Essa descrição foi baseada em nove espécimes fêmeas, coletados em abril de 1905 em um local próximo a Wellesley, no condado de Norfolk. O material escasso e a descrição breve criaram dúvidas à respeito da validez dessa espécie, mas coletas subsequentes puderam confirmar sua existência.